# Beta Pavonis
Beta Pavonis is een ster in het sterrenbeeld Pauw. de ster is niet te zien vanuit de Benelux.